# Donnery
Donnery és un municipi francès, situat al departament del Loiret i a la regió de Centre – Vall del Loira. L'any 2007 tenia 2.362 habitants.

## Demografia

### Població
El 2007 la població de fet de Donnery era de 2.362 persones. Hi havia 894 famílies, de les quals 144 eren unipersonals (51 homes vivint sols i 93 dones vivint soles), 330 parelles sense fills, 391 parelles amb fills i 29 famílies monoparentals amb fills.
La població ha evolucionat segons el següent gràfic:
Habitants censats

### Habitatges
El 2007 hi havia 991 habitatges, 903 eren l'habitatge principal de la família, 55 eren segones residències i 33 estaven desocupats. 936 eren cases i 52 eren apartaments. Dels 903 habitatges principals, 785 estaven ocupats pels seus propietaris, 105 estaven llogats i ocupats pels llogaters i 13 estaven cedits a títol gratuït; 2 tenien una cambra, 33 en tenien dues, 90 en tenien tres, 187 en tenien quatre i 591 en tenien cinc o més. 774 habitatges disposaven pel capbaix d'una plaça de pàrquing. A 257 habitatges hi havia un automòbil i a 616 n'hi havia dos o més.

### Piràmide de població
La piràmide de població per edats i sexe el 2009 era:
| Homes | Edats   | Dones |
| ----- | ------- | ----- |
| 0     | 95 o +  | 0     |
| 0     | 90 a 94 | 4     |
| 4     | 85 a 89 | 0     |
| 4     | 80 a 84 | 12    |
| 24    | 75 a 79 | 24    |
| 24    | 70 a 74 | 20    |
| 32    | 65 a 69 | 32    |
| 48    | 60 a 64 | 40    |
| 76    | 55 a 59 | 64    |
| 112   | 50 a 54 | 104   |
| 112   | 45 a 49 | 136   |
| 44    | 40 a 44 | 92    |
| 100   | 35 a 39 | 72    |
| 60    | 30 a 34 | 68    |
| 44    | 25 a 29 | 24    |
| 72    | 20 a 24 | 60    |
| 72    | 15 a 19 | 92    |
| 84    | 10 a 14 | 60    |
| 64    | 5 a 9   | 56    |
| 52    | 0 a 4   | 44    |

## Economia
El 2007 la població en edat de treballar era de 1.621 persones, 1.254 eren actives i 367 eren inactives. De les 1.254 persones actives 1.176 estaven ocupades (614 homes i 562 dones) i 78 estaven aturades (40 homes i 38 dones). De les 367 persones inactives 156 estaven jubilades, 127 estaven estudiant i 84 estaven classificades com a «altres inactius».

### Ingressos
El 2009 a Donnery hi havia 942 unitats fiscals que integraven 2.535 persones, la mediana anual d'ingressos fiscals per persona era de 23.629 €.

### Activitats econòmiques
Dels 75 establiments que hi havia el 2007, 2 eren d'empreses alimentàries, 2 d'empreses de fabricació d'altres productes industrials, 19 d'empreses de construcció, 11 d'empreses de comerç i reparació d'automòbils, 5 d'empreses de transport, 4 d'empreses d'hostatgeria i restauració, 4 d'empreses d'informació i comunicació, 1 d'una empresa financera, 3 d'empreses immobiliàries, 12 d'empreses de serveis, 3 d'entitats de l'administració pública i 9 d'empreses classificades com a «altres activitats de serveis».
Dels 23 establiments de servei als particulars que hi havia el 2009, 1 era una oficina de correu, 1 funerària, 1 taller de reparació d'automòbils i de material agrícola, 2 paletes, 4 guixaires pintors, 2 fusteries, 1 lampisteria, 6 electricistes, 1 empresa de construcció, 1 perruqueria, 2 restaurants i 1 agència immobiliària.
Dels 2 establiments comercials que hi havia el 2009, 1 era una gran superfície de material de bricolatge i 1 una botiga de menys de 120 m².
L'any 2000 a Donnery hi havia 10 explotacions agrícoles que ocupaven un total de 693 hectàrees.

## Equipaments sanitaris i escolars
El 2009 hi havia 1 farmàcia i 1 ambulància.
El 2009 hi havia una escola elemental.

## Poblacions més properes
El següent diagrama mostra les poblacions més properes.